# Corner Brook
Corner Brook ist eine Stadt (City) in der kanadischen Provinz Neufundland und Labrador. Sie befindet sich an der Westküste der Insel Neufundland an der Bay of Islands südlich der Mündung des Flusses Humber. Die Einwohnerzahl betrug beim Zensus 2016 19.806. Fünf Jahre zuvor waren es noch 19.886.

## Geschichte
James Cook kartografierte 1767 erstmals die Bucht, in der später Corner Brook entstand. Die heutige Stadt bestand ursprünglich aus vier wirtschaftlich eigenständigen Gemeinden, die 1956 vereinigt wurden. 
1870 wurde das Bistum Corner Brook und Labrador als Apostolische Präfektur West-Neufundland errichtet und 1904 zum Bistum Saint George’s erhoben. Im Jahr 2007 erhielt es seinen heutigen Namen.
1999 richtete Corner Brook zusammen mit Deer Lake, Pasadena und Stephenville die Canada Games aus.

## Wirtschaft
Der größte Arbeitgeber Corner Brooks ist die Corner Brook Pulp & Paper Mill. Die Stadt ist Handelszentrum des westlichen Neufundlands mit Einkaufsmöglichkeiten, Krankenhaus, Regierungsbehörden und einer der Memorial University of Newfoundland zugehörigen Hochschule. 

## Sport
In Corner Brook residierte bis zum Jahre 2012 das Eishockeyteam Corner Brook Royals, das im Pepsi Centre spielte. Auch aufgrund der Hallenkosten beschloss der Clubeigentümer Ross Coates, das Team in die 50 km entfernte Stadt Deer Lake umzusiedeln. Die Mannschaft wurde in der Folge in Western Royals umbenannt.

## Söhne und Töchter der Stadt
- Doug Grant (* 1948), Eishockeytorwart
- Joe Lundrigan (* 1948), Eishockeyspieler
- Donald B. Dingwell (* 1958), Wissenschaftler
- Keith Brown (* 1960), Eishockeyspieler
- Jason King (* 1981), Eishockeyspieler
- Johnny Forward (* 1986), Biathlet